# Ádám Iván

A tüskevári pálos kolostor romjai

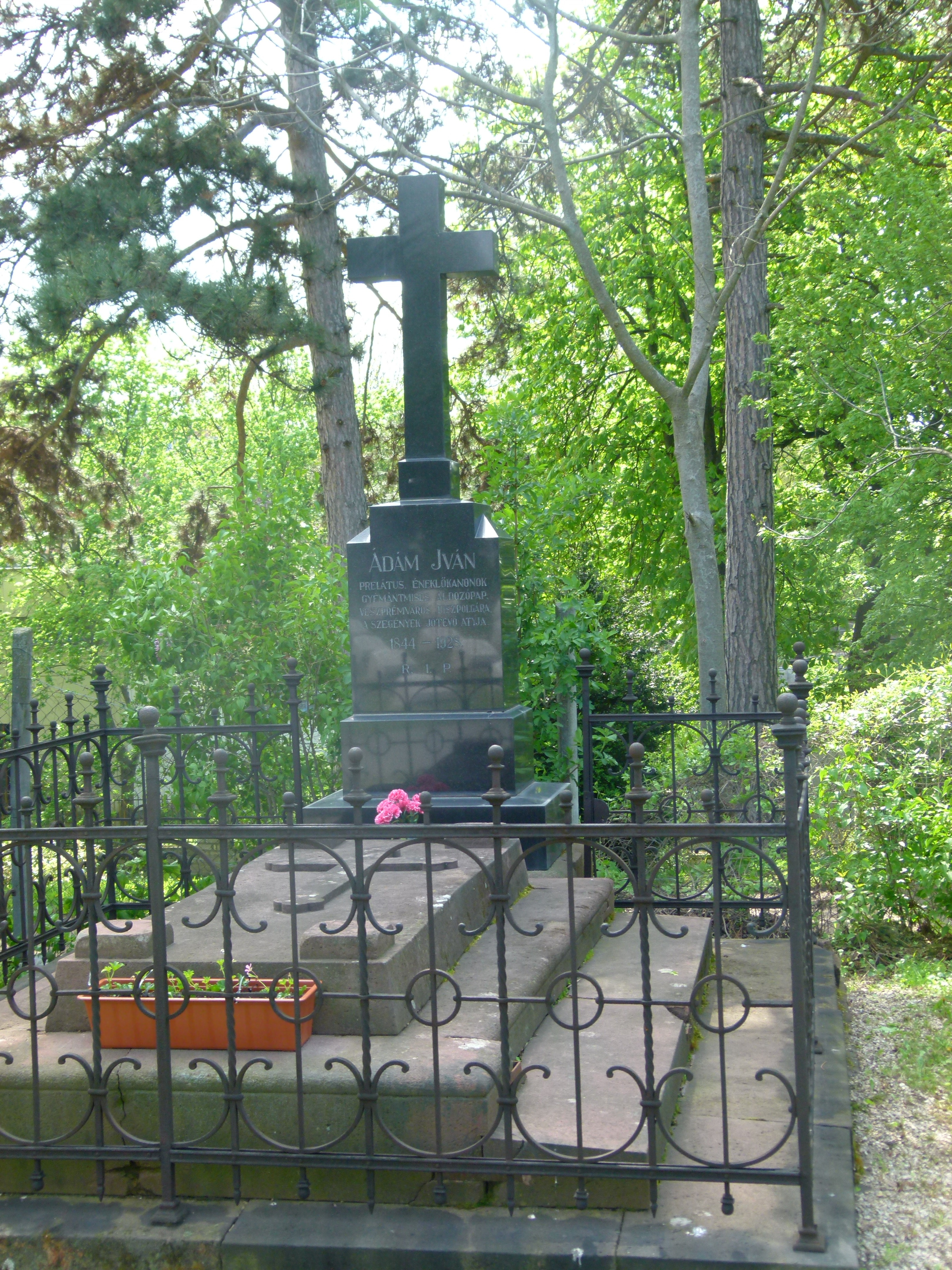
Ádám Iván sírja a veszprémi alsóvárosi temetőben

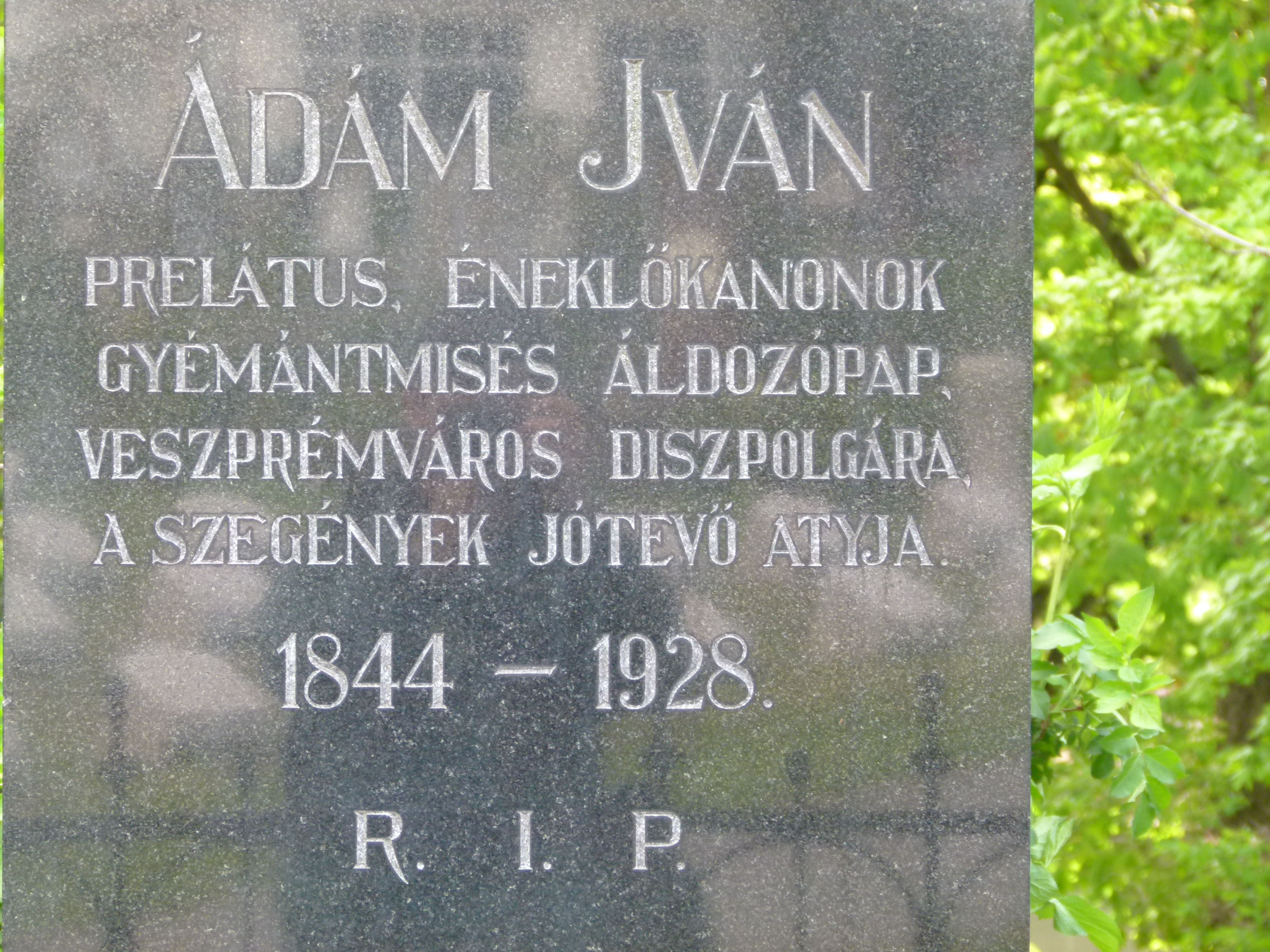
Ádám Iván sírja a veszprémi alsóvárosi temetőben

Ádám Iván (Nagymarton, 1844. január 3. – Veszprém, 1928. március 27.) veszprémi prelátus, éneklőkanonok, egyháztörténész, tanár, tanfelügyelő. A pálos rend középkori templomainak, kolostorainak és tevékenységének kutatásában, elsősorban a Balaton-felvidéken és Veszprém vármegyében, komoly eredményeket ért el.

## Élete
Ádám Iván 1844. január 3-án született a Sopron vármegyei Nagymartonban (ma: Mattersburg, Burgenland, Ausztria). Édesapja Ádám Mihály, elnémetesedett kisbirtokos, édesanyja Koller Teréz. Elemi iskolai tanulmányait szülővárosában és Fertőszéplakon végezte. Gimnáziumi tanulmányait a Pannonhalmi Főapátság Soproni Bencés Gimnáziumában végezte, ahol 1863. július 21-én kiváló érettségit tett. A veszprémi Szeminárium elvégzése után 1867-ben szentelik pappá és kápláni hivatalt kap Noszlopon. Ranolder János veszprémi püspök 1869-ben nevezte ki sümegi káplánnak. 1874-ben felmentik az egyházi szolgálat alól, hogy megnyerjék rajz- és matematikatanárnak. 1877-1888 között iskolaigazgató. Később Akán tölt be papi hivatalt és a cseszneki kerület tanfelügyelője lesz. 1894-ben áthelyezik plébánosnak Pápakovácsiba, mellette pedig a pápai középiskolák püspöki biztosa lesz. A veszprémi kanonoki hivatalt 1902-től tölti be, 1924-től prelátus. Itteni működése idején végzik el a Szent Mihály székesegyház restaurálását. A munkálatokról és a feltárt műemlékekről 43 részes cikksorozatot jelentet meg, mely később kötetben is megjelenik. 1908-tól egy rövid ideig a somogyi főesperesi hivatalt is betöltötte. 

## Munkássága
Fő kutatási területe a pálos templomépítészet volt, számos hazai és külföldi lapban (elsősorban olasz és német nyelven) jelentek meg írásai. Aprólékos grafikasorozatokat készített az általa feltárt pálos templomokról, kolostorokról. Foglalkozott régészeti kutatásokkal is, feltárta Sümeg környékének római kori emlékeit. Grafikusként és rajztanárként hazai és nemzetközi hírnevet szerzett. 1875-ben a budapesti országos rajzkiállítás, 1884-ben pedig a Berlinben megrendezett nemzetközi rajzkiállítás szakbírójának kérik fel. 1877-ben a bécsi rajztani-egylet levelező, a berlini rajztanár-egylet rendes tagja lesz. Nevéhez fűződik a sümegi Vöröskereszt Egylet, a veszprémi Szent Vince Egylet és sok jótékonysági-, érdekképviseleti- és sportegyesület megalapítása is. 

### Művei
- A tüskevári pálos templom , 1878.
- Néhány komoly szó a magyar rajzoktatásunkról. Szombathely, 1881.
- A veszprémi székesegyház. Veszprém, 1912.

## Emlékezete
- Veszprémben utca viseli a nevét, a város díszpolgára.